# Георгієв Павло Георгійович
Павло Георгійович Георгієв (нар. 24 січня 1965 (60 років) , Москва ) — радянській і російський вчений в галузі молекулярної біології, доктор біологічних наук, професор, академік РАН. Третій директор Інституту біології гена РАН (2011 —). Член Європейської Академії. Син академіка РАН Георгія Павловича Георгієва.

## Біографія
1986 рік — закінчив біологічний факультет МДУ ім. М. В. Ломоносова.
1991 рік — захистив кандидатську дисертацію за спеціальністю «молекулярна біологія».
1996 рік — захистив докторську дисертацію за спеціальністю «молекулярна генетика».
1997 рік — очолив лабораторію регуляції генетичних процесів Інституту біології гена РАН.
1999 рік — надано звання професора за спеціальністю «молекулярна генетика».
2000 рік — член-кореспондент РАН по Відділенню фізико-хімічної біології РАН за спеціальністю «фізико-хімічна біологія»
2002 рік — лауреат Державної премії Російської Федерації за цикл робіт «Організація геному і регуляція активності генів у еукаріотів» (спільно з членами-кореспондентами Гвоздьовим В. А., Жимульовим І. Ф.)
2006 рік — академік Російської академії наук (за спеціальністю «молекулярна біологія, молекулярна генетика»).
2006 рік — обраний заступником директора Інституту біології гена РАН з наукових питань.
2011 рік — директор ІБГ РАН.

## Нагороди
- Державна премія Росії (2003) [2]
- Премія МАВК «Наука» (2001) [3]